# プラネット (機関車)

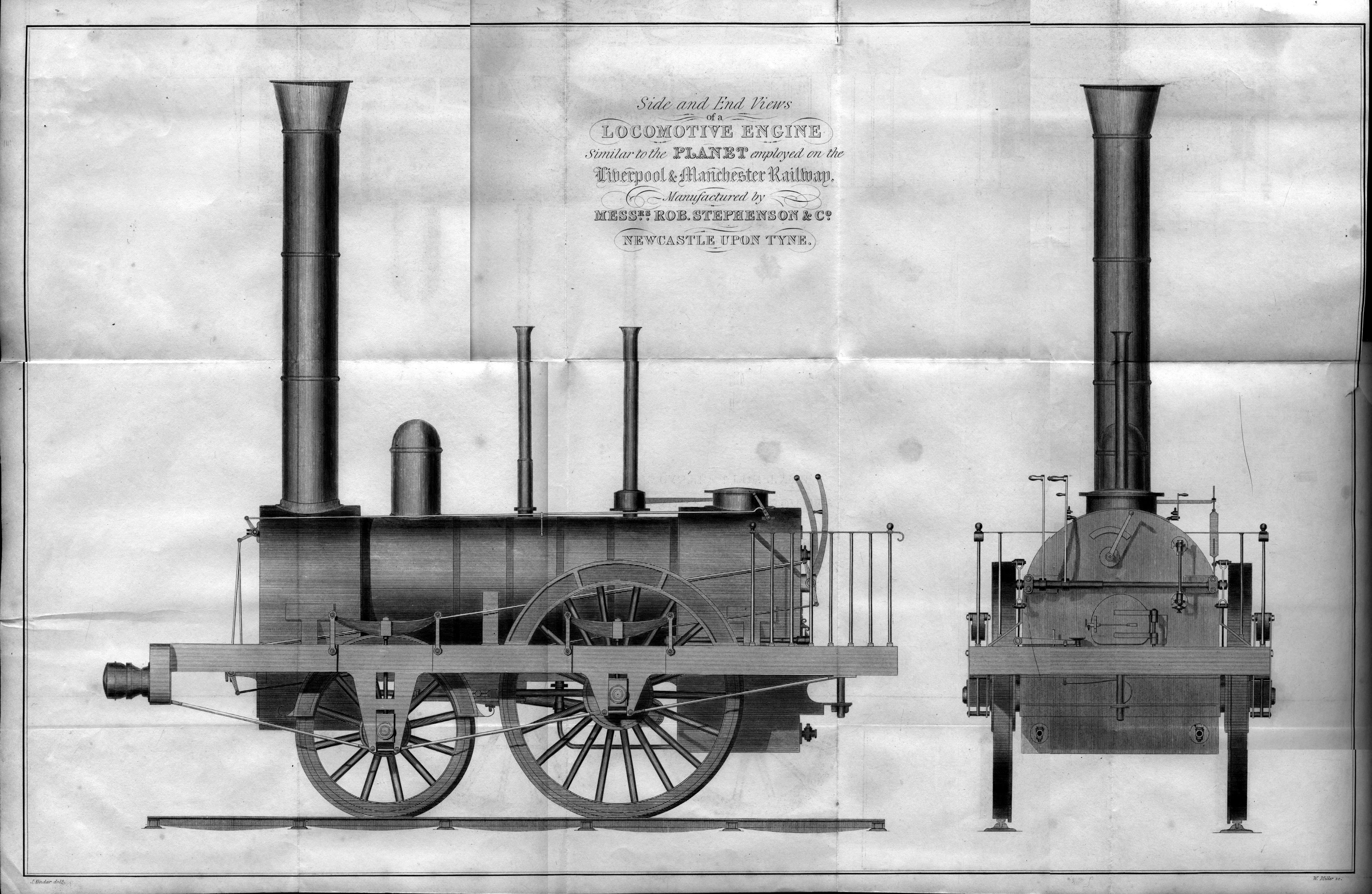
プラネットの模式図

プラネット(Planet)は1830年にロバート・スティーブンソン社によってリバプール・アンド・マンチェスター鉄道(L&MR)のために製造された初期の蒸気機関車である。

## 歴史
L&MRのために製造された9番目の機関車で、ロケット号の後、スティーブンソンの次の主流となる設計変更だった。それはシリンダーを内側に備えた最初の機関車で「プラネット」として知られる車輪配置2-2-0の代名詞になった。1830年11月23日にプラネット9号はリバプールからマンチェスターまでおよそ50 kmを1時間で走行した。

## プラネット型機関車
6輌以上がロバート・スティーブンソン社へL&MRによって発注された。これらはリーズのMurray & Woodによってそれらの製造のための図面を提供したロバート・スティーブンソン社へ供給された。
プラネット (1830年以降) と(1833年以降、同様にスティーブンソンによって設計された)Patenteeは大量に生産された最初の機関車の形式である。

## 改良
プラネット型機関車は複数の形式があり、ロケット号とは1年しか違わないが、これら2形式の設計は外観が大きく異なる(スティーブンソンのNorthumbrianは発展の中間段階を代表する)。
他の改良点には以下が含まれる:
- 蒸気ドームを備えたことでシリンダーに水が達する事を防いだ。
- 緩衝器とねじ式連結器は新しい標準になった。

## 複製機
1992年にマンチェスターの科学技術博物館の友の会で稼動する複製機が製造され、ボランティア達によって来館者を乗せて運行される。館内での展示時には無火状態である。プラネットはこれまで複数回にわたり国立鉄道博物館シルドン分館のような他の保存鉄道を訪問した。

## 後のプラネットという名称の機関車
LMSロイヤルスコット形蒸気機関車4-6-0機関車の6131号機は1928年の製造時の名称はプラネットだったが、1936年にRoyal Warwickshire Regimentに改名した。名前は1948年にLMS 改パトリオット形の45545号機に付けられた。

## 追加資料
- Michael R. Bailey (1996), "Learning Through Replication: The Planet Locomotive Project", Transactions of the ニューコメン学会, 68, 109–136